# Costruzioni Automobili Riuniti
Costruzioni Automobili Riuniti war ein italienischer Hersteller von Automobilen.

## Unternehmensgeschichte
Das Unternehmen aus Mailand begann 1927 mit der Produktion von Automobilen. 1929 endete die Produktion.

## Fahrzeuge
Zunächst entstanden die Fahrzeuge nach einer Lizenz von Cyclecars G.A.R. 1927 kam eine geringfügig geänderte Version auf den Markt. Für den Antrieb sorgten Vierzylindermotoren von Chapuis-Dornier. Die Fahrzeuge waren als offene Viersitzer karosseriert und wurden auch als Taxis eingesetzt.